# Décision
« Décidé » redirige ici.  Pour le navire corsaire, voir Le Décidé.

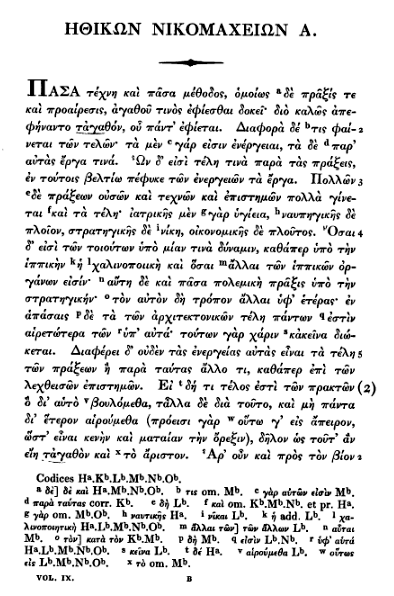
Première page de l'édition de 1837 de l'Éthique à Nicomaque, l'un des premiers ouvrages à théoriser la décision.

La décision (du verbe latin « decidere » signifiant « trancher » et plus anciennement de « caedere » signifiant « couper ») est le fait d'un acteur (ou d'un ensemble plus ou moins cohérent d'acteurs) qui effectue un choix entre plusieurs solutions susceptibles de résoudre le problème, ou la situation, auquel il est confronté.
D'une manière générale, la décision est l'action de l'esprit qui décide quelque chose ou se décide après délibération individuelle ou collective :
- en psychologie, la décision est l'action volontaire et réfléchie de l'esprit qui se détermine à l'occasion d'un choix d'une des issues au terme d'un processus de délibération ;
- en droit ou dans les domaines administratifs, la décision est une disposition arrêtée par une autorité compétente collégiale ou unique, après délibération, ou une instruction de service émanant d'une autorité hiérarchique (par ex: militaire) ;
- en économie, les micro ou macro décisions correspondent aux décisions prises par des agents économiques simples ou complexes ;
- en stratégie, la décision est d'abord un courage opposé constamment aux détracteurs, appliqué à une situation d'incertitude, se révélant perspicace dans la capacité à anticiper et réactualisé constamment pour s'adapter aux aléas de l’adversité.

La décision peut également désigner une disposition de l'esprit : l'esprit de décision est la qualité d'une personne qui sait rapidement prendre parti et ne revient pas sans motif valable sur ce qu'elle a décidé. Ce peut être aussi la fermeté de caractère d'une personne qui sait prendre et assumer des choix difficiles.

## Approches
L'une des premières théorisations est celle d'Aristote dans l'Éthique à Nicomaque, qui fait de la décision l'aboutissement de la délibération. Aujourd'hui co-existent plusieurs approches du concept de la décision qui divergent sur beaucoup d'aspects et ne sont pas réconciliables. Ainsi la décision continue à être un concept clé de la philosophie, donnant même son nom à l'une de ses spécialités, la philosophie de l'action, ainsi qu'en sociologie. Dans les sciences de Gestion on ne compte pas moins de dix cadres théoriques pour tenter de cerner les différentes facettes de la rationalité des « décideurs ». Par ailleurs, la décision fait l'objet de modélisations en mathématiques, avec notamment la théorie des jeux et la théorie de l'action.

### Limites empiriques du mécanisme décisionnel
Aux XVIIe et XVIIIe siècles des auteurs pointent des cas où la logique décisionnelle se trouve prise en défaut . Ainsi Jean de La Fontaine, dans sa Fable Le meunier, son fils et l'âne montre qu'un décideur réputé unique, lorsqu'il n'est pas stable, peut subir des influences externes et prendre successivement des décisions contradictoires...
Mise en évidence aussi par Condorcet que le choix opéré par un ensemble de décideurs se révèle hautement complexe voire dans certains cas impossible: C'est l'objet du célèbre paradoxe de Condorcet (repris plus tard par l'économiste Arrow dans son théorème d'impossibilité d'Arrow.

### Rationalité du mécanisme décisionnel

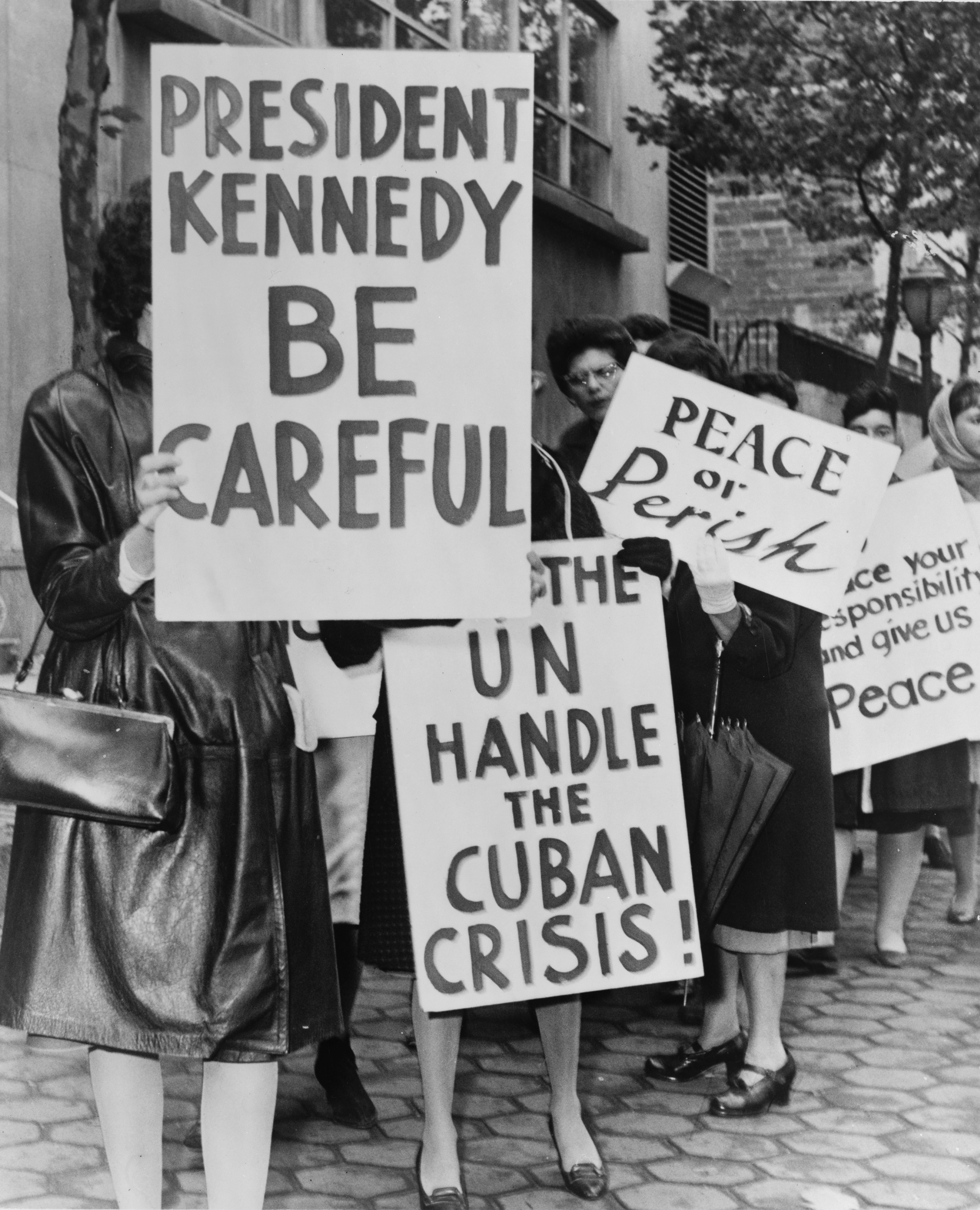
Manifestation du collectif Women Strike for Peace durant la crise des missiles de Cuba, ici à New York à côté du bâtiment des Nations unies. On lit notamment un poster: « Laissez l'ONU gérer la crise! ». Ce tournant de la guerre froide est l'objet du livre de Graham Allison, L'Essence de la décision.

Une première école estime que la décision est un choix rationnel de type optimisateur. Cette approche s'illustre par le courant de la recherche opérationnelle. L'optimisation linéaire, en particulier, formalise la décision comme étant le fait de maximiser ou de minimiser une fonction objectif dans le respect d'une série de contraintes. Exemple : déterminer les quantités à produire, en maximisant le volume produit, sous des contraintes de coût et de disponibilité des matières premières. Dans ce cadre, la décision résulte d'un calcul logique où les données non prises en compte par la formulation de la fonction objectif ou des fonctions de contrainte sont évacuées.

### Dimension cognitive du mécanisme décisionnel
Au XXe siècle, la sociologie des organisations, dès les années 1940-50, avec les travaux d'Herbert Simon introduit le modèle de la rationalité limitée. Cette école met en avant la dimension cognitive des décideurs et notamment leurs limites quant à l'appréciation de la rationalité. Ici, il est toujours question d'un choix entre solutions potentielles, mais en insistant sur le fait que celui-ci intervient dans un processus de décision qui fait appel à un ou plusieurs critères de satisfaction. Voir les travaux de H.A. Simon et des neurosciences qui montrent que le processus de décision peut difficilement être étudié sous le seul angle de la rationalité. Pour eux, le processus décisionnel est le siège de confrontations entre cognition, ignorance et émotion.
Dès les années 1940, Simon remet en effet en cause le modèle de l'homo œconomicus en introduisant le concept de rationalité limitée (Administrative Behavior, A Study of Desicion-Making Processes in administrative organizations). Dans cet ouvrage, il montre que « dans les décisions réelles, la sélection des moyens alternatifs ne se fait pas selon une vision panoptique permettant la découverte de la solution optimale, mais selon une procédure séquentielle qui s’achève quand l’individu découvre une solution adaptée à des critères minima de satisfaction ». Dans l'article cité, Ph. Urfalino évoque ensuite deux livres importants, !A Behavioral Theory of the Firm! (1963) de Richard Cyert et James March, ouvrage fondateur de la sociologie des organisations, puis L'Essence de la décision (1971) de Graham T. Allison,

### Décisions conditionnées par le Jeu des acteurs
Michel Crozier a bien décrit comment dans les organisations, les décisions sont prises et par conséquent doivent être interprétées à la lumière des rapports de pouvoir entre les différents acteurs (individus et groupes) notamment pour le contrôle des zones d'incertitude.
Le cas du paradoxe d’Abilene, présenté par Jerry Harvey dans son ouvrage The Abilene Paradox and Other Meditations on Management (San Francisco : Jossey-Bass, 1988), illustre dans un autre registre la difficulté d’un groupe non structuré à prendre une décision et à gérer collectivement son accord. Dans cette fable moderne, aucun des quatre membres d'un groupe ne souhaitait se rendre à Abilene mais par crainte d'offenser et de se contredire mutuellement, ils y finissent tous !

### Influence du contexte de la décision
Une autre approche récente (G. Klein, 1998) introduit dans le mécanisme décisionnel, outre le décideur, le contexte dans lequel se déroule la décision. Il est question de Naturalistic Decision Making (le terme Naturalistic renvoyant au travail des naturalistes). Il ne s'agit pas de construire un modèle a priori de la décision selon lequel les décideurs sont censés fonctionner, mais plutôt d'observer comment les décideurs se comportent en situation et d'essayer de modéliser ce comportement. Ici, le moteur de la décision - plus qu'un choix rationnel entre alternatives-, réside dans la capacité du décideur à reconnaître la situation dans laquelle il se trouve . Cette approche met en avant l'expérience du décideur et son degré de conscience de la situation (situation awareness).

### Influence du degré de certitude/incertitude affectant la décision
Le choix peut s'opérer dans le cadre d'un univers dit certain (où les aléas sont évacués sinon réduits au strict minimum) ou dans un univers dit incertain (où les aléas sont importants et nombreux).
Exemples :
- En avenir certain, l'exemple typique consiste à choisir l'itinéraire le plus court pour livrer un certain nombre de clients.
- En avenir incertain, un bon cas de figure est fourni par le lancement d'une innovation dite de rupture (cad n'ayant pas d'équivalent à ce jour).
- Le choix peut s'opérer selon la théorie des jeux dans le cadre de situations où les enjeux sont « ouverts » (problématique et solution pouvant être élargies) ou au contraire « fermés » (problématique figée et solution consistant en un partage forcément de type "gagnant-perdant".

Nicolas Tenzer, intellectuel français et président du Centre d’études et de réflexion pour l’action politique (CERAP), affirme que si toute décision consiste initialement pour l'individu en un mélange de certitudes et de doutes, c'est en raison de ce qu'elle adviendra, en tant que décision, comme ce qui "changera le système", ce qui "déplacera les lignes".

## Processus décisionnel

### Déroulement logique
Pour le décideur, deux phases principales et successives sont à distinguer :
1. la détermination du problème (problem finding) : déterminer le problème auquel il estime être confronté ;
2. la résolution du problème (problem solving) : répondre au problème précédemment formulé.

Il est possible que les étapes nécessaires à la résolution du problème amènent le décideur :
- à reformuler la détermination initiale du problème ;
- à décomposer la résolution du problème en plusieurs étapes et notamment :
  1. la collecte d'informations,
  2. l'analyse de ces informations et la création de solutions potentielles,
  3. la prise de décision qui fait suite à cette analyse consiste à faire le choix et donc à renoncer aux autres possibilités.

Le processus de décision est plus ou moins rationnel, du fait de l'intrusion de biais cognitifs et émotionnels dans ces diverses phases. Une fois la décision prise, un certain nombre d'effets vont se produire conditionnant alors les prochaines prises de décision.
Par exemple, dans un cadre juridique, l'instruction d'une affaire qui est l'étape, longue, de préparation et la délibération du jury qui est courte malgré le nombre des intervenants.

### Aide à la décision
Le mythe de la liberté absolue du décideur s'est dissipé. Lucien Sfez, professeur émérite de l'université Paris-I Panthéon-Sorbonne, considère par exemple, dans son ouvrage Critique de la décision, que sur le plan politique la tendance s'est inversée : décision et pouvoir ne sont plus solidaires. À un processus décisionnel descendant et linéaire, il propose une analyse multi-linéaire et systémique[précision nécessaire]. Avant lui, Michel Foucault avait bien isolé cette dissémination des instances décisionnelles qu'il avait conceptualisé en "micro-physique du pouvoir". Si la rationalité non-entravée de l'individu n'est plus le facteur déterminant de la décision, d'autres processus, d'autres co-processus, s'y sont substitués. Cet ensemble constitue ce qu'on appelle les « techniques d'aide à la décision. » Empruntant tantôt aux mathématiques, à la physique, aux théories de la communication, ces instruments, parmi lesquels on peut citer les systèmes d'information (par exemple en économie, le système d'information marketing pour les décisions de vente) ou encore le sondage (en politique, le sondage d'intention de vote), ont pris une importance considérable. Importance telle qu'ils apparaissent parfois comme coercitifs : structurant la stratégie décisionnelle, l'approche quantitative outrepasse désormais les notions de sensibilité et de vision comme le remarque Robin Rivaton, économiste et membre du conseil scientifique de Fondapol.
Selon le type de décideur (expert ou novice) et l'approche décisionnelle employée, l'aide à la décision est différente. Ainsi, un novice confronté à un problème complexe aura besoin d'une méthode qui le suivra tout au long de son processus. L'aide sera très utile pour lui au moment de son choix entre les options qu'il aura élaborées. Un expert aura quant à lui intégré la méthode et pourra s'en affranchir. Néanmoins, sa spécialisation pourra lui faire prendre des raccourcis biaisés. Aussi, afin de l'empêcher de prendre une décision inadéquate, une aide à la décision dans la contextualisation est privilégiée (situation awareness ou modèle RPD de Klein).

## Cas spécifiques de processus décisionnels

### Décisions dans le cadre de l'intelligence économique
Le processus de décision est l'un des 11 facteurs d'intelligence économique dans le modèle de l'AFDIE. Il se compose des critères suivants :
- processus de management stratégique et processus décisionnel ;
- pertinence des objectifs par rapport au champ des possibilités ;
- résultats obtenus par rapport aux objectifs ;
- retour d'expérience et analyse des échecs.

### Décisions publiques
Les processus de décision conduits par des autorités publiques agissant pour une collectivité publique présentent des spécificités quant aux contributeurs et quant au séquençage de la décision.

#### Contributeurs (acteurs dans le processus de décision)
Comment s'organisent les rapports entre élus (selon une hiérarchie formelle et une hiérarchie informelle) et entre élus et services administratifs ?
Quel est le degré de participation des acteurs extérieurs à l'autorité publique : représentants de groupes d'intérêt, commissions ad hoc mises en place pour consulter les parties prenantes, commissions d.administrés (par exemple comités de quartier), monde associatifs etc. ?
Quel est le rôle de l'expert ou des experts auxquels l'autorité publique fait appel (ou pas) ?
Quel est le poids des règles formelles que les contributeurs doivent respecter (règlementation, législation, us et coutumes) ? Autrement dit les règles du jeu ?

#### Séquences ou phases de la décision
La durée ou le déroulement dans le temps, consubstantiel au processus lui-même, amène à une vision en phases ou séquences, aussi bien de la part de chaque contributeur que du point de vue de l'analyse ex post du processus de décision.
Dans l'exemple que développe Mario d'Angelo dans la prise de décision de construire un Palais du cinéma (le Palacinema) à Locarno, la municipalité et la maire qui conduisent ce projet à partir de 2011 partent de besoins exprimés par les professionnels responsables du Festival international du film de Locarno. Elle se fonde ensuite sur un rapport expert et oriente son action sur la réutilisation d'un bâtiment ancien devant faire l'objet d'une rénovation. Il s'agit d'un grand projet pour cette petite ville du Tessin qui est chiffré en 2012 à 28 millions CHF.
Les incertitudes apparaissent à plusieurs étapes dans le processus :
1. l'incertitude du referendum local lorsqu'il y a une initiative d'un groupe d'élus locaux et de citoyens qui organisent une pétition allant dans ce sens,
2. l'incertitude quant à la mobilisation de partenaires prenant en charge une partie du financement nécessaire à cet investissement (la ville de Locarno qui a la maitrise d'ouvrage conservera la gestion du Palacinema lorsque celui-ci sera terminé).

La prise de décision formelle apparait comme une des phases d'un processus bien plus long. Mais cette phase d'adoption du projet est indispensable. Elle indique le décideur qui porte la responsabilité de la décision. Pour le Palacinema, ce n'est que lorsque cette décision est prise (en conseil communal à Locarno) que peut commencer la mise en œuvre, phase qui ne peut être exclue du processus de décision. En l'occurrence, pour un équipement culturel, Le décideur doit contrôler l'exécution selon les termes qu'il a définis en tant que maitre d'ouvrage, éviter le dérapage des dépenses, envisager le mode de gestion de l'équipement.
Dès le départ dans un processus de décision, certains acteurs (pour le Palacinema, les élus porteurs de la décision et les responsables administratifs) ont plus ou moins conscience de ces éléments ou des difficultés qu'ils peuvent susciter au cours du processus de décision.
On peut considérer, ex post, qu'il y a une certaine linéarité dans le processus de décision, mais pour les acteurs de la décision, cette linéarité et la projection dans le futur qu'elle implique est en partie brouillée car le résultat est plus ou moins certain. Il reste une part de "parus" dans la conduite d'un processus de décision. Dans le cas du Palacinema de Locarno, c'est un partenaire privé, la Fondation Stella Chiara qui participe à hauteur de 10 millions de francs suisses, qui permettra au projet de se poursuivre. En revanche, ce n'est qu'en 2015, après que la décision a été prise par la ville. que le Grand conseil (canton du Tessin) décide d'allouer une subvention pour cofinancer l'investissement nécessaire au Palacinema.
La décision publique est plus ou moins structurante dans la politique publique de la collectivité publique concernée. Elle comporte théoriquement toujours des bénéficiaires. Une démarche d'évaluation permet d'identifier les bénéfices réels de la décision comme le souligne Mario d'Angelo. Pour cela, il faut évaluer l'ensemble de la démarche qui met en interactions, à différentes séquences -souvent de "petits" actes- tous les contributeurs et permet de comprendre la cohérence du système d'action qui est à l'œuvre. Il est utile aussi de faire un parallèle entre un processus de décision et le management de projet public.

### Décisions politiques dans l'Union européenne
La question de savoir si les décisions peuvent être prises au niveau de l'Union européenne ou au niveau des États membres s'est posée au moment des négociations sur le traité de Maastricht (1992).
Un protocole sur le principe de subsidiarité a été annexé au traité instituant la Communauté européenne (1992), révisant le traité de Rome de 1957. Ce même principe de subsidiarité fait l'objet d'un protocole spécial dans le traité d'Amsterdam.
Voir aussi :
- Processus de décision dans le traité d'Amsterdam
- Processus de décision au niveau de la Commission européenne
- Processus de décision pour la politique européenne de développement durable

### Décisions en matière constitutionnelle (France)
L'article 16 de la Constitution permet, en période de crise, de donner les pleins pouvoirs au président de la République française.
L'existence de cet article 16 rejoint les difficultés évoquées ci-dessus lorsqu'il s'agit de prendre une décision collectivement : c'est pourquoi, en période de crise grave, où des décisions rapides et parfois drastiques doivent être prises, la Démocratie républicaine accepte la principe de donner le pouvoir de décision à un seul décideur (en l'occurrence le président de la République).
Le Conseil d'État précise la portée de ce pouvoir décisionnel : il ne s'agit pas de pouvoirs absolus, mais de pouvoirs exceptionnels dévolus pour un objet et une durée strictement limités.
Dans la Constitution de 1958, le mécanisme décisionnel d'une instance de haut niveau de l’État : Au niveau du Conseil constitutionnel en France.